# St.-Nicolai-Kirche (Grünhain)
Die evangelisch-lutherische St.-Nicolai-Kirche in Grünhain ist eine klassizistische Hallenkirche und wurde 1808–1812 als typische sächsische Predigtkirche nach Entwürfen des Architekten Johann Traugott Lohse gebaut. Das Gotteshaus hatte einige Vorgängerbauten, deren erster um das Jahr 1200 errichtet worden war. Die evangelische St.-Nicolai-Kirche ist dem hl. Nikolaus von Myra, dem Schutzpatron der Reisenden und Händler, geweiht.

## Baugeschichte

### Erste Gotteshäuser
Um das Jahr 1200 veranlasste Ritter Heidenreich, ein Lehensmann von Meinher II, Burggraf zu Meißen, an dieser wichtigen Stelle der Salzstraße aus dem Erzgebirge nach Böhmen den Bau eines ersten Kirchengebäudes. Nach Rückgabe des Lehens entstand das Zisterzienserkloster Grünhain, dessen Bauten schrittweise ab dem 20. September 1235 bezugsfertig wurden. Papst Innozenz IV. soll 1244 dem Orden die Kirche zugeeignet haben. So bestanden in dieser Zeit zwei Kirchen in Grünhain.
Im Jahr 1530, nach der Reformation, setzte der sächsische Landesherr einen Verwalter (Sequester) für die Klosteranlage ein, die in der Folge aufgelöst und die Stadtkirche evangelisch wurde. Die Klosterkirche blieb ungenutzt und wurde schließlich zu einer Ruine. Im Jahr 1536 brannte St. Nicolai ab, wurde aber bis 1546 wieder aufgebaut. Im Februar 1553 brach ein weiterer Brand aus. Wieder baute die Gemeinde ihre Kirche bis 1559 neu auf, in die – nach unbestätigten Überlieferungen – Fenster, Kirchenbänke, Glocken und die Orgel der Klosterkirche eingebaut worden sein sollen.
Im Dreißigjährigen Krieg, am 8. November 1632, stürmten kaiserliche Truppen den Ort Grünhain, der danach für fast 20 Jahre wüst lag.
In den Jahren 1651–1657 erfolgte im Zusammenhang mit dem Zuzug neuer Bewohner ein dritter Wiederaufbau der Stadtkirche, 1659 war auch der Kirchturm fertig geworden. Die erste Orgel war vernichtet, bis 1674 hatte Matthias Tretzscher aus Kulmbach ein neues Musikinstrument hergestellt und eingebaut.
Ein neues Unglück geschah am 22. Juli 1802, als ein Blitzeinschlag große Teile der Kirche stark beschädigte. Die Reparatur dauerte ein Jahr und kostete die Gemeinde 1400 Taler.
Ein großer Stadtbrand in der Nacht vom 5. zum 6. November 1807 ließ schließlich von der Kirche nichts mehr übrig, weder Inventar noch Dokumente konnten gerettet werden. Auch zahlreiche andere Gebäude des Ortes fielen in Schutt und Asche.

### Neubau zu Beginn des 19. Jahrhunderts
Nun musste die Kirchenruine abgetragen und ein Neubau geplant werden. Das Kirchengebäude entstand nach Plänen und unter Leitung von Johann Traugott Lohse aus Pleißa. Am 19. Juni 1809 wurde der Grundstein feierlich gelegt, am 25. und 26. Oktober 1812 konnte die im neoklassizistischen Baustil errichtete neue St. Nicolai-Kirche eingeweiht werden.

#### Orgeln
Für das neue Gotteshaus bestellte die Gemeinde bei dem Orgelbauer Johann Gottlob Trampeli aus Adorf/Vogtl. auch eine neue Orgel. Diese wurde wegen des plötzlichen Todes des Meisters von seinem Lehrling Christian Gottlob Steinmüller, der kurz vor der Gesellenprüfung stand, fertig gebaut. Das Instrument mit zwei Manualen und 25 Registern erfüllte alle Wünsche der Nicolaigemeinde, woraufhin die Grünhainer Steinmüller zur Einrichtung seiner Orgelbauwerkstatt im Ort bewegen konnten. Steinmüller baute hier schließlich weitere 25 Orgeln, von denen die meisten im 21. Jahrhundert erhalten sind – beispielsweise in Arnoldsgrün, Großrückerswalde, Pausa, Raschau, Schwarzbach, Thierfeld und Wolkenstein. Fast genau nach 100 Jahren baute die Firma A. Schuster & Sohn die Orgel um und erweiterte ihren Spielbereich.
Im Jahr 1934 erfolgte wiederum ein Eingriff. Nach dem Zweiten Weltkrieg wurde festgestellt, dass durch die wiederholten Eingriffe ein Teil der historischen Substanz des Instruments verloren und ihre Bespielbarkeit nur noch eingeschränkt möglich war. So plante die Kirchengemeinde in der DDR-Zeit 1977 den Einbau einer neuen Orgel, was wegen fehlender Kapazität und Materialproblemen nicht realisiert werden konnte. Die Situation führte schließlich dazu, dass die Steinmüller-Orgel im Jahr 1994 gänzlich stillgelegt werden musste.
Die politische Wende mit dem Ende der Kirchenrepression ermöglichte jedoch ab 1997 eine komplette Sanierung und Restaurierung der gesamten Kirche und ihres Inventars. Die noch vorhandenen historischen Pfeifen aus sieben Registern der Orgel wurden abgebaut und restauriert, andere wurden verkauft oder dem Recycling zugeführt. Bei der Anfertigung eines neuen Instruments durch den Orgelbauer Ekkehart Groß aus Waditz wurden die restaurierten Teile mitverwendet, ebenso der restaurierte ursprüngliche Orgelprospekt. Am 12. Mai 2014 erfolgte die Orgelweihe.

### Auswirkungen der beiden Weltkriege im 20. Jahrhundert
Erster und Zweiter Weltkrieg sind an der Kirche spurlos vorübergegangen, nur einige Glocken wurden teilweise auf dem „Altar des Vaterlandes“ zur Herstellung von Kriegsgerät geopfert. 1917 mussten zwei Glocken von drei aus dem Geläut von 1812 abgenommen und zum Einschmelzen abgeliefert werden. Sie wurden 1921 durch zwei neue Glocken ersetzt. Auch 1942 mussten wieder zwei Glocken für Rüstungszwecke abgeliefert werden.
→siehe Glocken

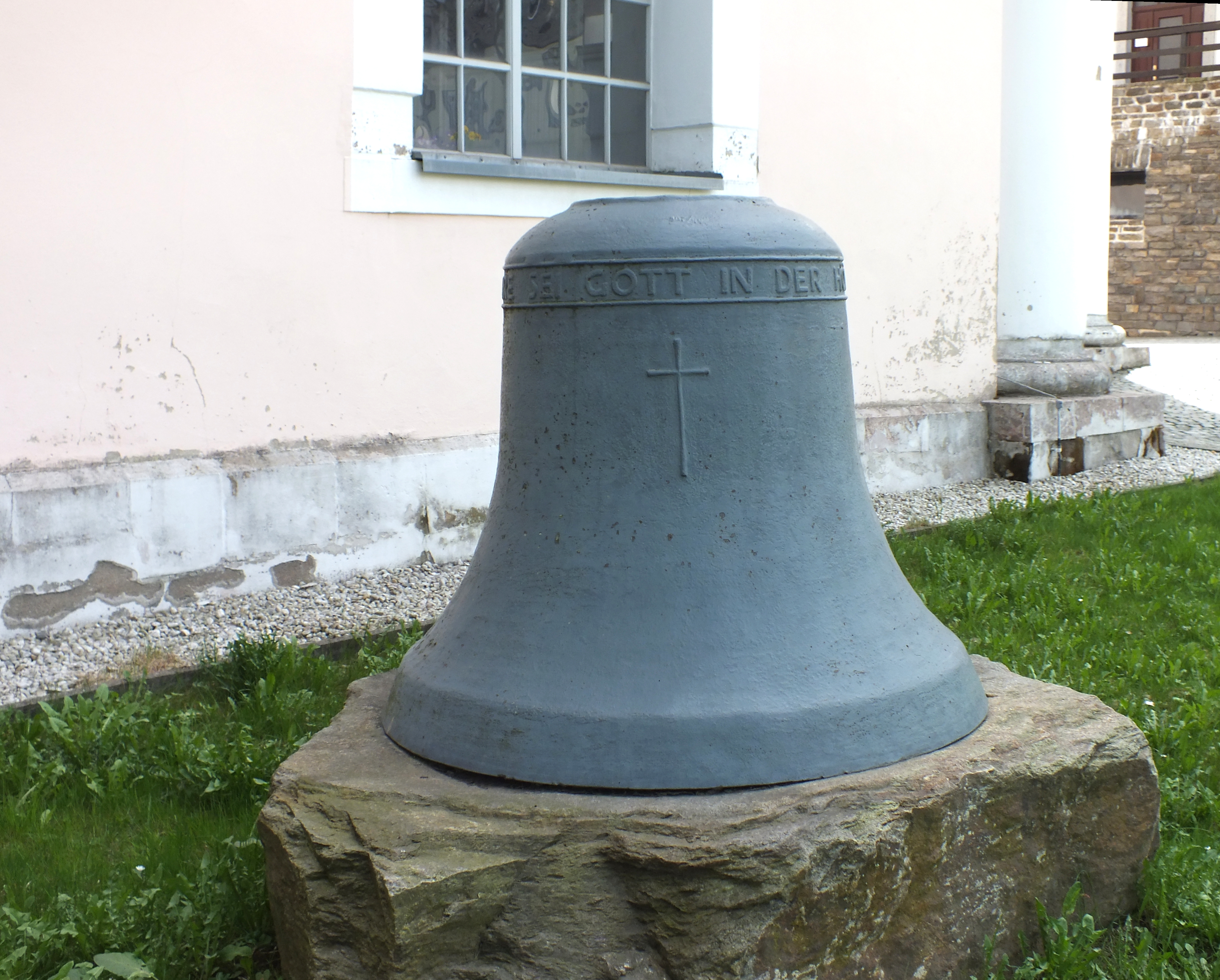
Abgehängte Stahlgussglocke von 1949

Nach dem Zweiten Weltkrieg wurden wieder neue Glocken beschafft. Aus Mangel an Buntmetall musste die große Glocke aus Stahlguss hergestellt werden. Als Material wurde Schrott aus der einheimischen Rüstungsindustrie verwendet. Der Guss erfolgte in der Eisengießerei Mörgenröthe. Zwei weitere Glocken aus Bronze fertigte die Glockengießerei Schilling & Lattermann in Apolda. Seit 1949 hat die Kirche ein Geläut mit vier Glocken. Die Stahlgussglocke wurde schließlich 1997 durch eine Bronzeglocke ersetzt, deren Finanzierung durch die Partnergemeinde aus De Lier aus den Niederlanden möglich wurde.
In den Jahren 1997 bis 2008 konnte das Innere und Äußere der Kirche restauriert werden. Die Fassaden und Innenwände erhielten neuen Putz und frische Farben entsprechend dem ursprünglichen Aussehen.

## Architektur

### Kirchenhauptraum

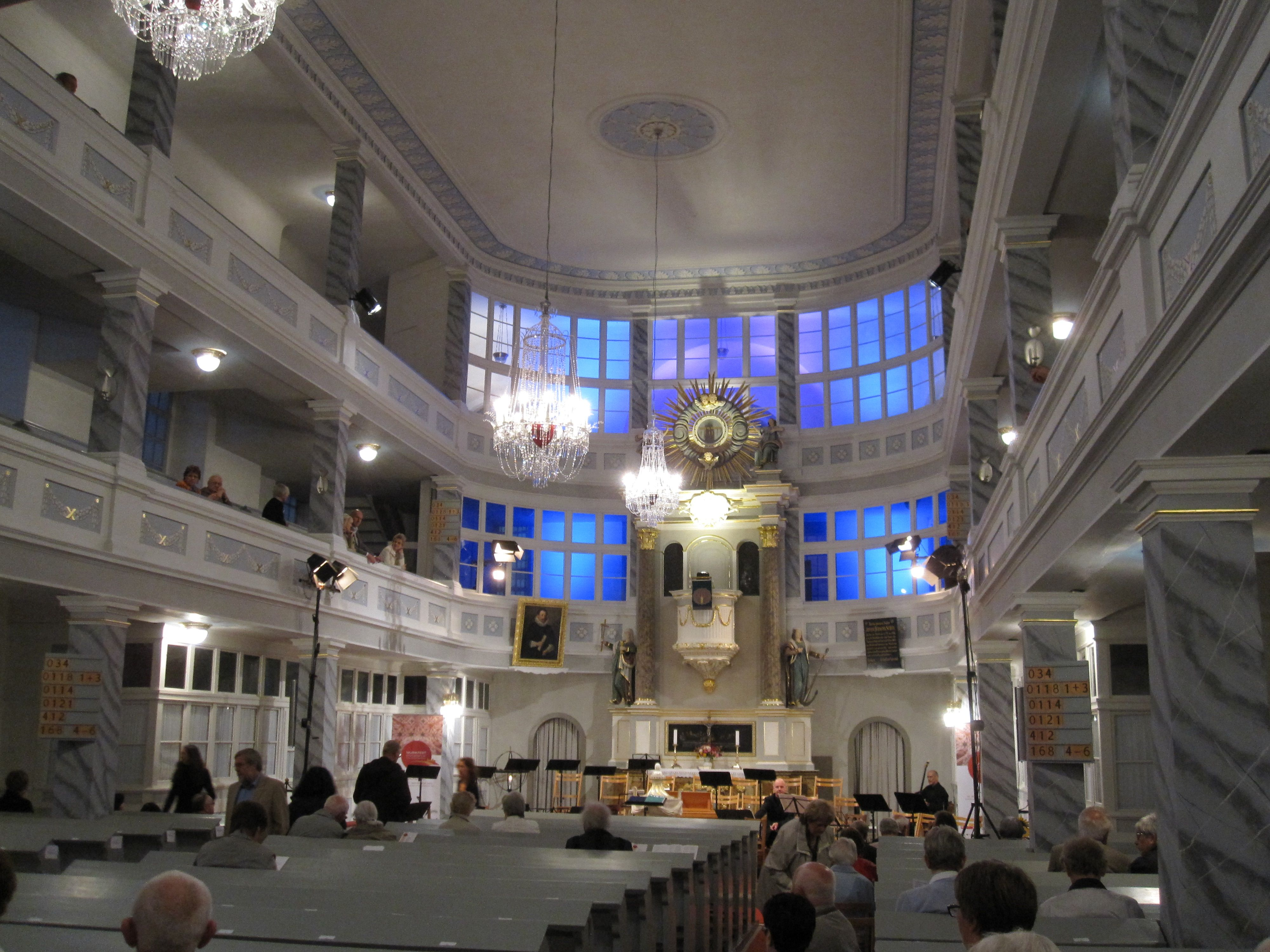
Ostseite der Kirche mit den Betstuben zu beiden Altarseiten

Das Gotteshaus kann von zwei Seiten, sowohl von Nordwesten – vom Markt durch den Turm und in ein Seitenschiff – als auch von Südosten betreten werden. Über dem Portal auf der Südostseite befindet sich ein Dreiecksgiebel, in dessen Feld mit vergoldeten Versalien der Spruch „Immenso sed proximo“ steht („[Gott] dem Unermesslichen und doch Allernächsten“).
Das Schiff hat eine Länge von etwa 33 Metern und eine Breite von rund 19 Metern. Die Kirche hat ein Satteldach, das 2011 neu gedeckt wurde.

### Turm

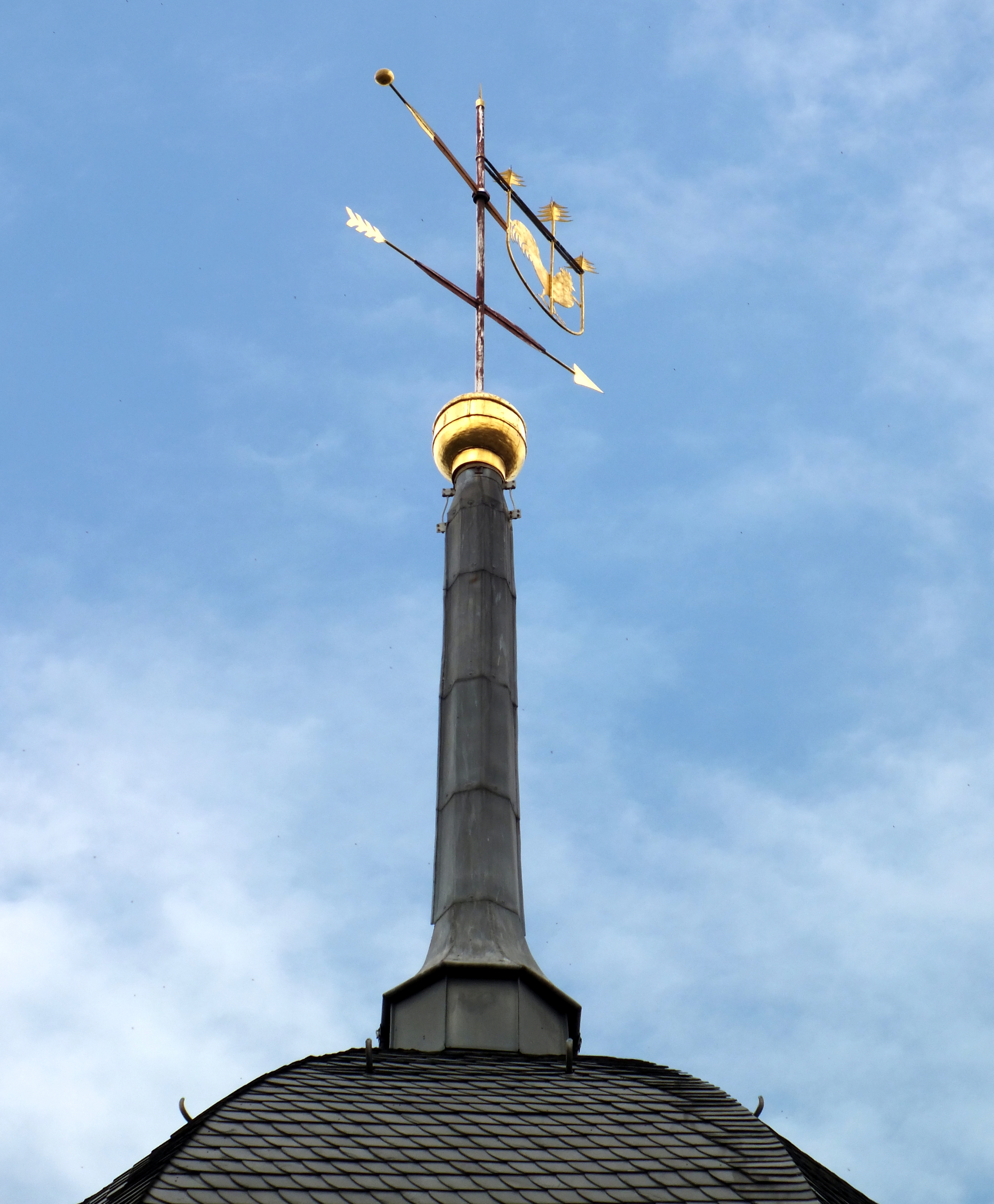
Kirchturmspitze

Der im Fundamentbereich rechteckige Turm, etwa in den Maßen acht mal sieben Meter, erhebt sich 35 Meter und ist mit Schiefer gedeckt. Er wurde an der südwestlichen Schmalseite des Kirchenhauptschiffs symmetrisch angesetzt. Der obere Teil des Turmes ist achteckig ausgeführt, an seiner Spitze befindet sich die Turmkugel, darüber ein Wetterzeiger und ein Wetterhahn, alle nach der Sanierung frisch vergoldet.
Im Jahr 1585 erhielt der Vorgängerbau eine erste Turmuhr.

#### Glocken
Wie bereits aus der Baugeschichte hervorgeht, sind in der Kirche Grünhain mehrfach Glocken installiert worden. Eine Glocke mit einer Masse von rund drei Zentnern aus einem Vorgängerbau des Jahres 1559 fand in dem Neubau (1651–1659) ihren Platz, zerschmolz jedoch beim Stadtbrand von 1807. In einem Protokoll heißt es dazu: „... und die kleine Glocke 3 bis 3½ Zentner ungefehr gewogen haben, ... und müsse noch aus catholischen Zeiten herrühren.“ Der Kirchner bzw. Glöckner habe die Inschrift auf ihrem Gusskörper nicht lesen können. Die Mitte des 17. Jahrhunderts wieder eingeweihte Kirche besaß zu diesem Zeitpunkt drei Glocken, von denen zwei in der Glockengießerei Johann Hendel aus Zwickau hergestellt worden waren. Am 3. Januar 1704 war eine dieser Glocken zersprungen. Die Gemeinde ließ die beiden Glocken 1704 in der Stückgießerei von Michael Weinhold umgießen und weihte sie am 28. August wieder ein.
Alle drei Glocken wurden schließlich ein Opfer des Stadtbrands von 1807, bei dem auch Bürgerhäuser, die Schule und zahlreiche Nutzgebäude zerstört wurden.
Für das zerstörte Geläut zahlte eine Brand-Versicherungskasse 700 Taler, das geborgene Glockenmaterial fand beim Guss dreier neuer Glocken Verwendung.
Das dreistimmige neue Geläut für den kompletten Kirchenneubau hatte die Gemeinde bei der Firma J. N. G. La-Mar (ein Spritzenbaumeister zur Herstellung seltener Maschinenteile aus Messing und Kupfer) in Auftrag gegeben.
| Glocke              | Schlagton | Gussjahr | Glockengießerei   | Gewicht (kg) | Durchmesser (cm) | Höhe (cm) | Inschrift, Bemerkung |
| ------------------- | --------- | -------- | ----------------- | ------------ | ---------------- | --------- | --- |
| Große Glocke (2)    | f′        | 1921     | Schilling, Apolda | 736          | 117              |           | „Im Himmel schweb ich, zum Himmel heb ich das Menschenherz. Das Leben weih ich, die Klänge leih ich zu Freud und Schmerz. Zum Tagwerk weck' ich, am Abend wink' ich zu sanfter Ruh. Den Säugling grüß' ich, die Liebe führ ich dem Altar zu. Zur Hilfe läut ich, zur Andacht lad ich der Christen Chor. Um Tote klag' ich, Gebete trag ich zu Gott empor.“ Im Januar 1942 musste Baumeister Jahn diese Glocke wiederum als Metallspende im Zweiten Weltkrieg nach Aue abliefern, beim Abbau wurde sie zerschlagen. |
| Große Glocke (1)    | a′        | 1810     | La-Mar            | 500          | 093              | 87        | „Gegossen von J. N. G. La Mar in Dresden Soli Deo Gloria Anno 1810“ „Sub auspiciis Frideciri Augusti potentisimi regis Saxoniae etc. Sume venerando Caroli Gottlieb Bretschneidero, phoro dioeceseos Annabergensis, et excellentisimo Christiano Gottlob Kempio, praefecto Grunhainensi et Schletaviensi inspectoribus ecclesiae gravissimus, sacrorum interprete, Abel Ernesto Ludovico ab Aderkas, praetore, varolo Christophoro Beniamin Hofmanno“ Die hier zitierte Inschrift ist auf der Marktseite der Glocke zu finden, auf der Schulseite gibt es die folgende weitere Inschrift: „Ecclesia coetus qui est Grunhainae seruatori suo Iesu Christo pie addicti ipso sortunante recens exstructa“ (Die Kirche der Gemeinde zu Grünhain ist ihrem fromm angerufenen Heilande Jesus Christus geweiht und unter seiner glücklichen Unterstützung neu errichtet worden.) Seit 1921 ist sie die Mittlere Glocke (2). |
| Mittlere Glocke (1) | cis′      | 1810     | La-Mar            | 225          | 072              | 69        | „Gegossen von J.N.G. La Mar in Dresden Anno 1810“ „Bewahre deinen Fuß, wenn du zum Hause Gottes gehest, und komme dass du hoerest.“ Diese und die kleine Glocke sollten im Ersten Weltkrieg zu Kriegsgerät umgeschmolzen werden, weswegen sie am 9. Juli 1917 abgenommen und nach Schwarzenberg gebracht wurden. |
| Kleine Glocke (1)   | a′′       | 1810     | La-Mar            | 105          | 056              | 56        | „Mein Klang aus dieser Hoeh ruft euch zum Haus des Herrn. Verbreitet da sein Lob, Er hoeret auf euch gern.“ 1917 Abbau und Einschmelzung |
| Kleine Glocke (2)   | c′′       | 1921     | Schilling, Apolda | 207          | 075              | 56        | „Oh Land, Land, Land, höre des Herrn Wort“. Diese Glocke wurde 1942 wiederum abgeliefert und eingeschmolzen. |

Bereits 1919 bemühte sich die St. Nicolaigemeinde um die Beschaffung zweier neuer Glocken, wozu einerseits mit der Gießerei Schilling in Apolda verhandelt wurde, andererseits Spenden gesammelt wurden. Das benötigte Geld war 1921 vorhanden und so lieferte die Fa. Schilling zum 2. Oktober 1921 eine neue große Glocke (weswegen die bisherige nun zur mittleren wurde) und eine neue kleine Glocke, beide aus Bronze gegossen. Die beiden neuen Glocken verfügten über hochrangige Glockenpaten und wurden von Grünhainer Bürgern gestiftet.
Nach dem Zweiten Weltkrieg führte die Kirchengemeinde wiederum Verhandlungen mit der Gießerei Schilling in Apolda und konnte schließlich, trotz massiver Materialprobleme und ungesicherter Finanzierung, den Guss eines neuen dreistimmigen Geläuts vereinbaren. Der inzwischen nicht mehr sehr standfeste Turm und der Glockenstuhl wurden saniert. Als neue große Glocke entstand aus Materialspenden und Stahlschrott eine Gussstahlglocke, die anderen beiden Glocken wurden klassisch aus Bronze hergestellt. Die Große Glocke von 1949 (Schlagton g′) mit einem Gewicht von 914 kg wurde 1997 schließlich vom Turm geholt und als Mahnmal gegen den Krieg zum Kirchweihfest 1997 auf einem bearbeiteten Naturstein vor der Kirche dauerhaft aufgestellt. Sie wurde durch eine neue Bronzeglocke ersetzt.
Seit dem Jahr 1997 befinden sich nun diese vier Glocken im Turm des Gotteshauses:

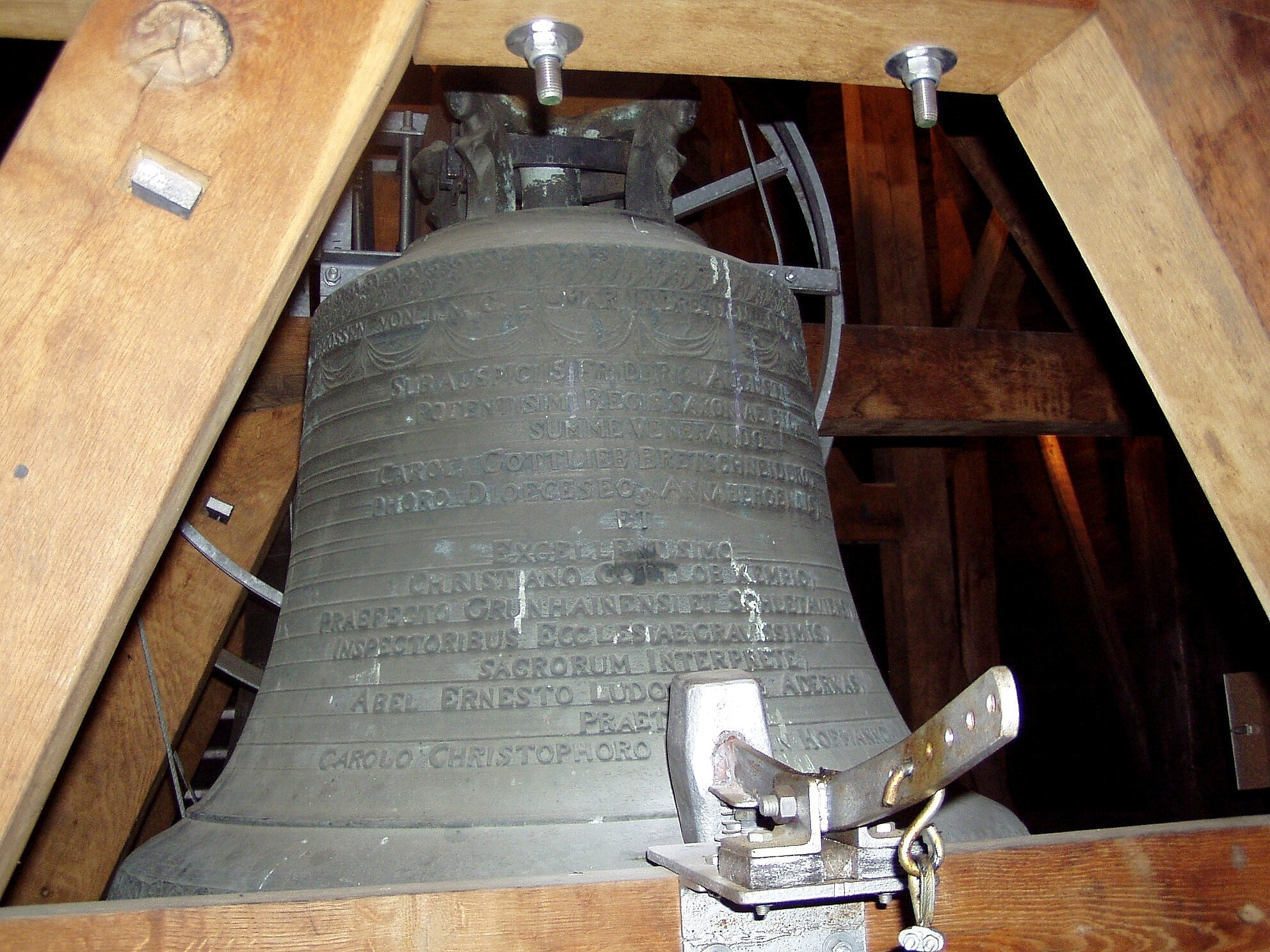
Die erhaltene mittlere Glocke aus dem Gussjahr 1810

| Glocke              | Schlagton | Gussjahr | Glockengießerei             | Gewicht (kg) | Durchmesser (cm) | Höhe (cm) | Inschrift, Bemerkung                                                          |
| ------------------- | --------- | -------- | --------------------------- | ------------ | ---------------- | --------- | ----------------------------------------------------------------------------- |
| Große Glocke (4)    | f′        | 1997     | Gießerei Bachert, Heilbronn | 950          | 119              | 120       | „Ehre sei Gott in der Höhe.“                                                  |
| Mittlere Glocke (2) | a′        | 1810     | La Mar, Dresden             | 500          | 093              | 087       | siehe oben                                                                    |
| Kleine Glocke (2)   | c′′       | 1949     | Schilling, Apolda           | 254          | 075              | 074       | siehe oben                                                                    |
| Taufglocke          | e′′       | 1949     | Schilling, Apolda           | 107          | 057              | 056       | „Lobe den Herrn, meine Seele, und vergiss nicht, was er dir gutes getan hat.“ |

## Ausstattung

### Altarraum

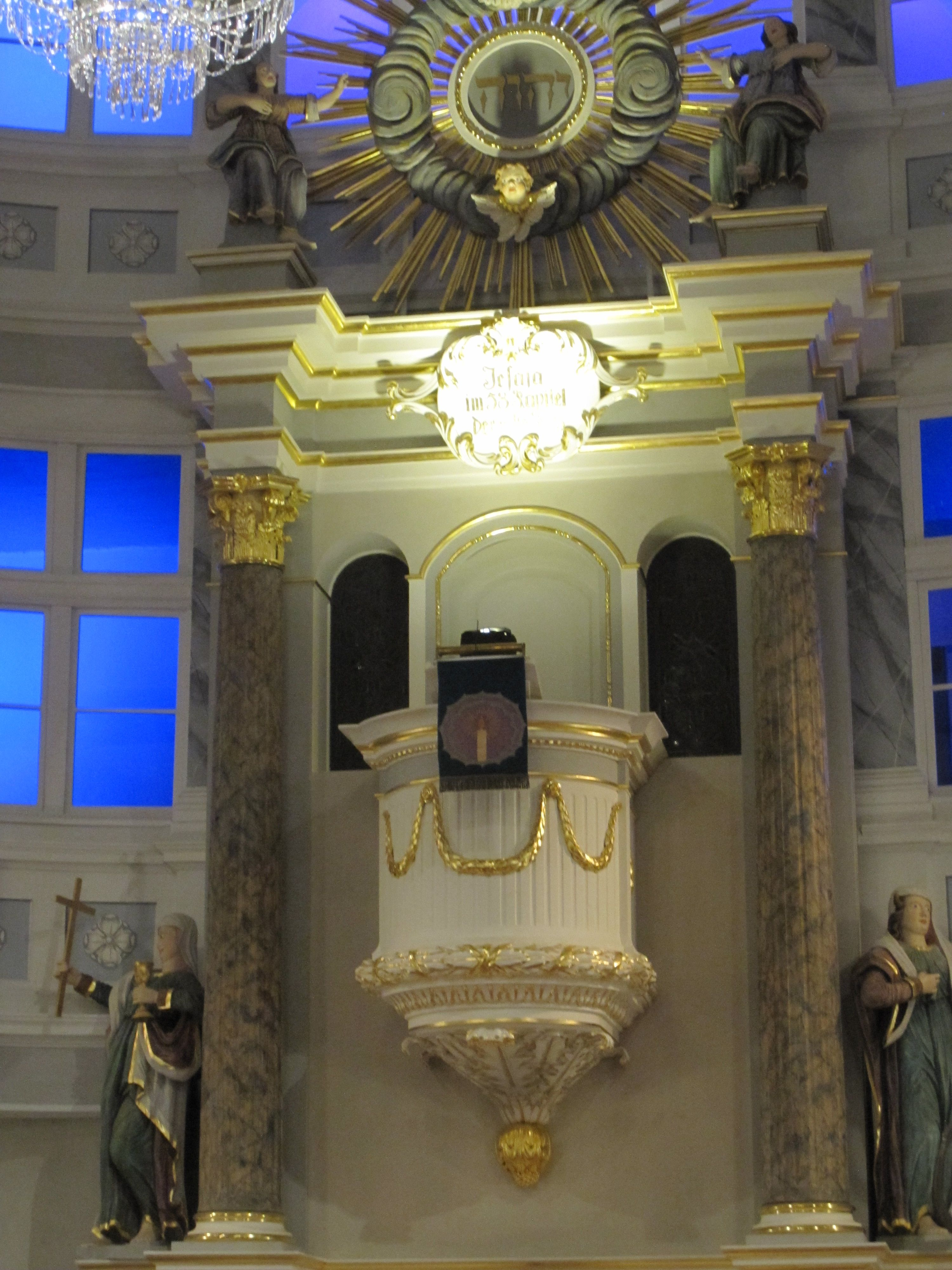
Kanzelaltar von 1812

Der Kanzelaltar mit zwei Rundsäulen als Begrenzung datiert von 1812 und wurde nach Entwurf von Lohse hergestellt. Das kleine Altarbild zeigt eine Abendmahlsdarstellung, die vom Porträtmaler Friedrich Traugott Georgi (1783–1838) aus Leipzig stammte. Beidseitig neben dem Kanzelkorb sind die einzigen Farbfenster der Kirche eingebaut, sie sind halbrund und mit symmetrischen Ornamenten verziert. Ein starker Architrav lagert über den Säulen, darüber befindet sich ein großer Strahlenkranz (Gloriole) als Symbol für das Auge Gottes, das auf den Besuchern der Kirche ruht. In der Gloriole gibt es eine hebräische Inschrift mit dem Namen Gottes, Jahwe.
An den in Grünhain geborenen Barockkomponisten und Thomaskantor Johann Hermann Schein erinnern im Altarbereich ein Porträtbild und eine Gedenktafel aus dem Jahr 1897. Das Originalporträt eines unbekannten Meisters befindet sich in der Universitätsbibliothek Leipzig.

### Fenster, Decke, Säulen, Emporen
Das Glas der Kirchenfenster ist nicht farbig, so dass das Kircheninnere, auch angesichts des weißen, hellblauen und in zwei Grautönen gehaltenen Anstrichs, bei Tageslicht recht hell ist. Die Decke der Kirchenschiffe ist flach und verputzt und wird von einem umlaufenden aufgemalten mittelgrauen Fries aus geometrischen Mustern begrenzt.
Viereckige marmorierte Holzsäulen tragen die zweigeschossigen Emporen. Diese führen um den ganzen Innenraum herum, auch hinter dem halbrunden Altarbereich. Dort sind die Emporen als verglaste Betstuben ausgeführt.
Die Orgelempore im Westen der Kirche zeigt eine leichte Wölbung in den Kirchenraum hinein.

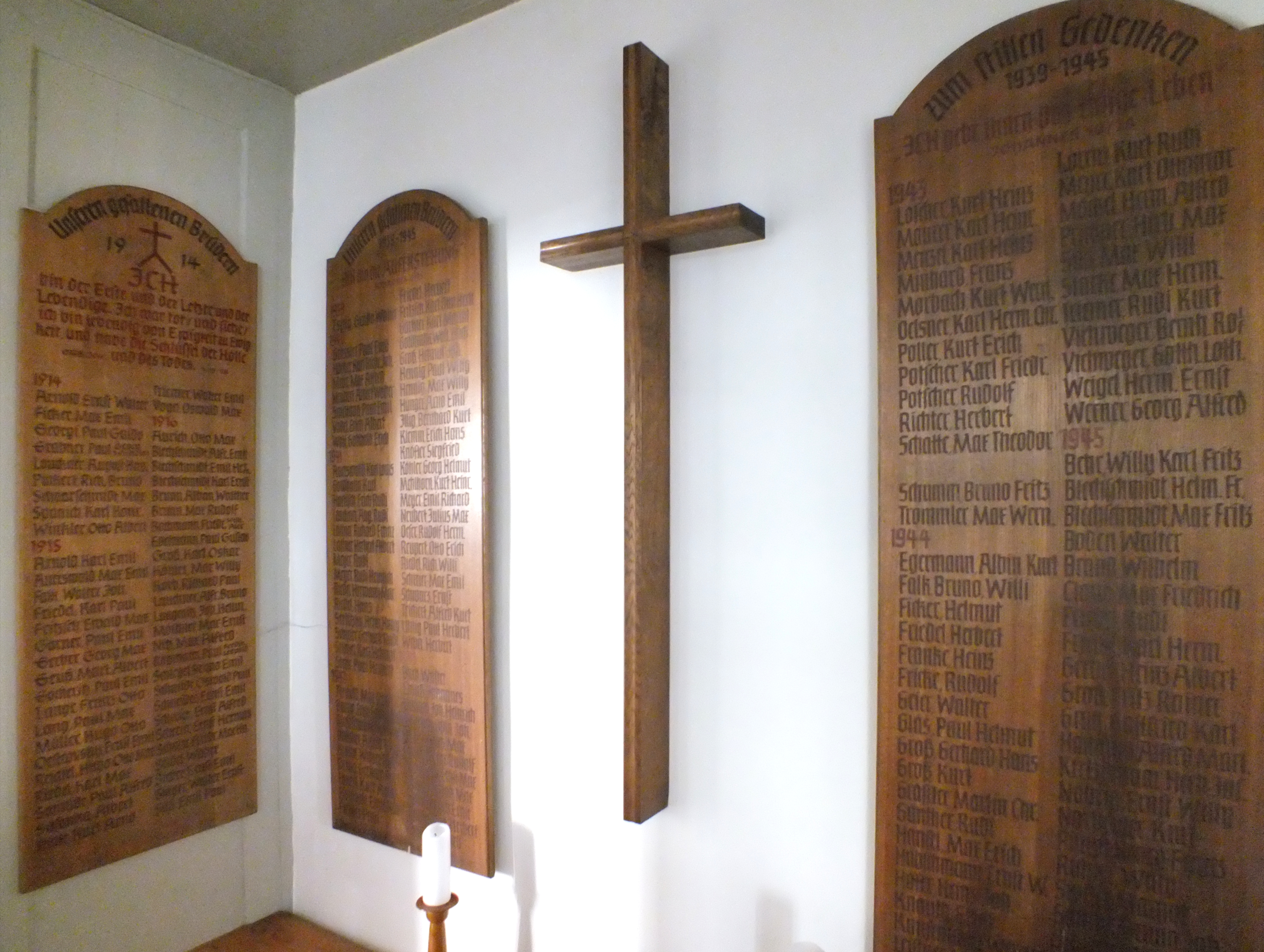
Kriegsgedenkraum in der Kirche

Unter ihr ist ein kleiner Gedenkraum eingefügt, in dem hölzerne Namenstafeln an die Gefallenen der Gemeinde aus den beiden Weltkriegen erinnern.
Die im mittleren Grauton hinterlegten Brüstungsfelder der Emporen zeigen ein einfaches vergoldetes Siegerkranzmotiv als Schmuck.

### Taufe, Ambo, Kronleuchter, Gestühl

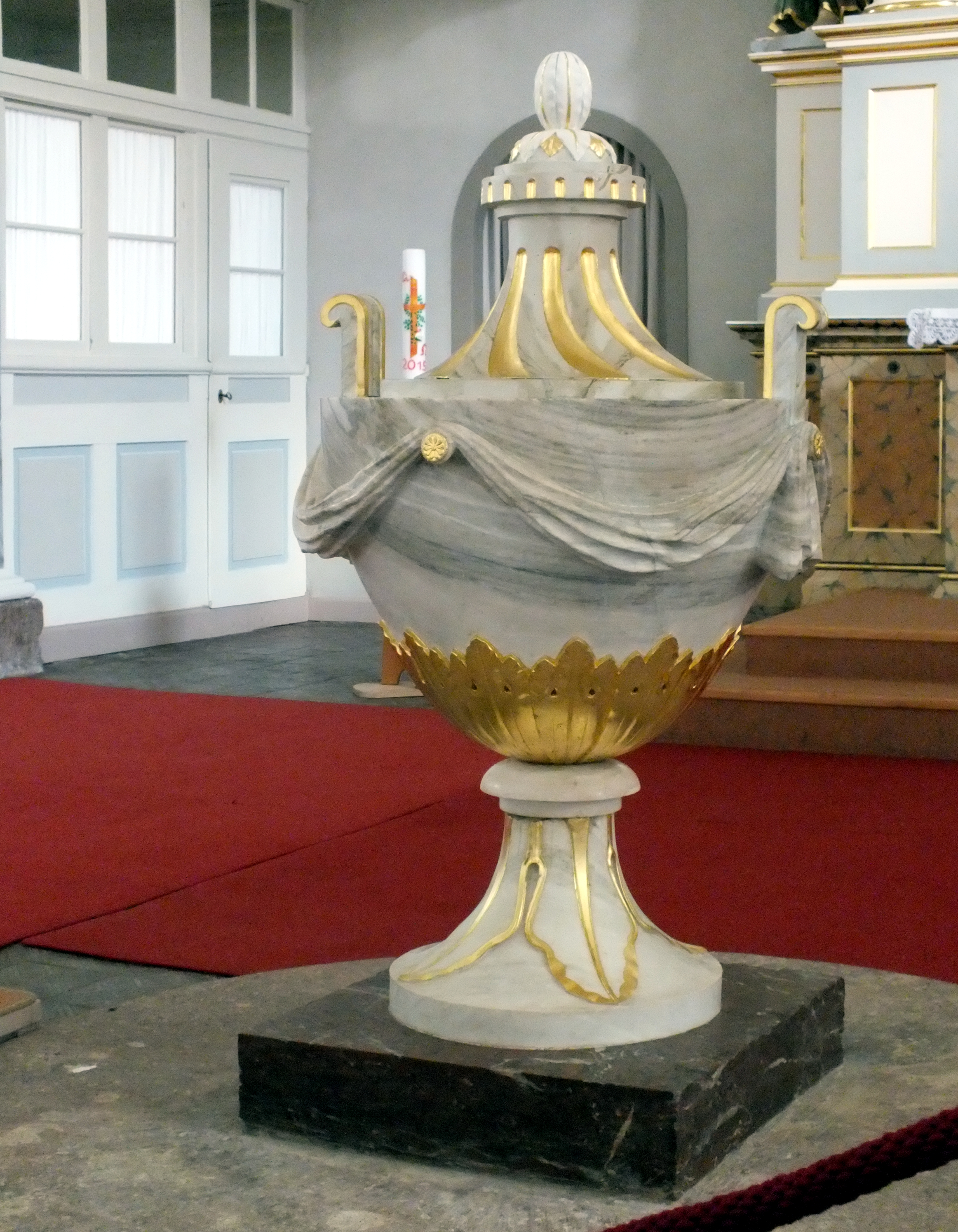
Klassizistische Taufe

Das Taufbecken und der Ambo stehen vor dem Altar und sind klassizistisch geformt. Das wie ein großer Pokal gearbeitete Taufbecken und sein ebensolcher Deckel bestehen aus Marmor und sind mit Goldstreifen verziert.
Drei aus böhmischem Glas ausgeführte Kronleuchter hängen in Ketten von der Decke herab, sie gehören zur Originalausstattung des Jahres 1812.
Drei Reihen weiß gestrichene Kirchenbänke im Parterre und weitere Sitze auf den Emporen bieten Platz für 800 Besucher.

### Tonkachelbildnis im Kirchenvorraum

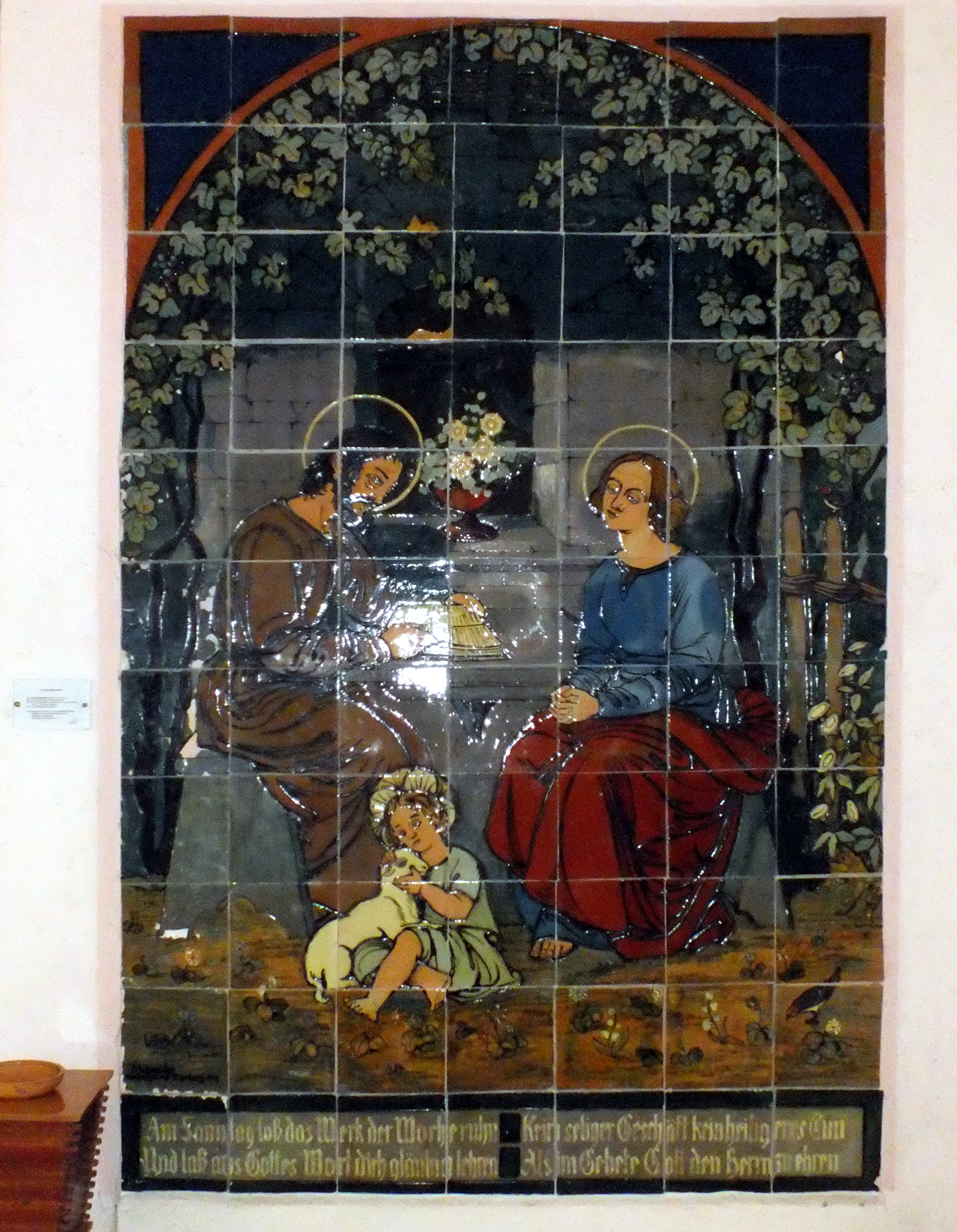
Tonkachelgemälde

Im Kirchenvorraum hängt ein „Sonntagsfeierbild“, hergestellt aus 77 glasierten bunten Tonkacheln vom Kunsttöpfer John Schneider aus Marburg im Jahr 1914. Es zeigt eine junge Familie mit Kleinkind im Spiel mit einem Schäfchen. Am unteren Bildrand ruft ein Vers dazu auf, Sonntag nichts zu tun: „Am Sonntag laß das Werk der Woche ruhn, und laß aus Gottes Wort dich gläubig lehren, kein seliger Geschäft, kein heiligeres Tun als im Gebete Gott, den Herrn, zu ehren.“
Der Grünhainer Paul Auerswald sen. hatte das Bild erworben und es seiner Kirchengemeinde im Jahr 1917 geschenkt. Der Töpfermeister persönlich brachte das Bild an der Wand im Grünhainer Kirchengebäude an und der Pfarrer „weihte“ es am Reformationstag 1917. Die folgenden acht Jahrzehnte überdauerte das Gemälde relativ unbemerkt. Im Jahr 1998 ließ der kirchenhistorische Förderverein das etwa zwei Meter hohe Werk in der Werkstatt Müller in Plauen restaurieren und mit einer Erklärung versehen.

### Orgel

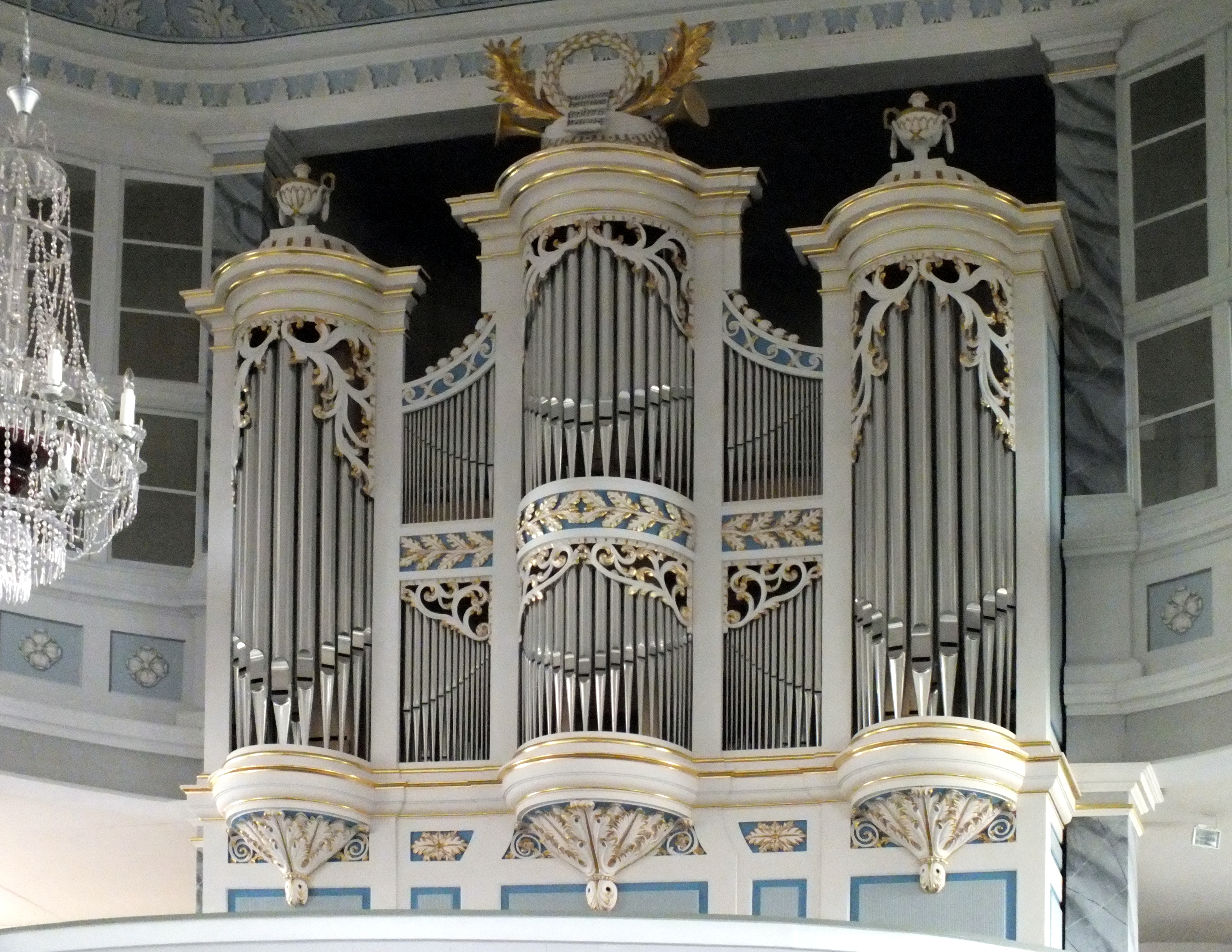
Orgelprospekt

Die Orgel von Christian Gottlob Steinmüller datiert von 1812, wurde jedoch mehrfach umgebaut und war schließlich ab 1994 nicht mehr spielbar. Erst ein Neubau, verbunden mit einer Restaurierung in den Jahren 2012 bis 2014, brachte das Instrument wieder zum Klingen, Originalteile von Steinmüller konnten wiederverwendet werden. Der vom Orgelbauer Ekkehart Groß im Jahr 2014 durchgeführte Neuaufbau ist eine Reminiszenz an Steinmüller.
| Hauptwerk |                |     |
| 01.       | Bordun         | 16′ |
| 02.       | Principal      | 8′  |
| 03.       | Viola da Gamba | 8′  |
| 04.       | Stark gedackt  | 8′  |
| 05.       | Octave         | 4′  |
| 06.       | Flauto amabile | 4′  |
| 07.       | Quinte         | 3′  |
| 08.       | Octave         | 2′  |
| 09.       | Flageolet      | 1′  |
| 10.       | Cornetti 3fach |     |
| 11.       | Mixtur 4fach   |     |

| Oberwerk |                  |    |
| 12.      | Principal        | 8′ |
| 13.      | Principal        | 4′ |
| 14.      | Quintatoen       | 8′ |
| 15.      | Liebl. Gedackt   | 8′ |
| 16.      | Flut traversiere | 4′ |
| 17.      | Nasat            | 3′ |
| 18.      | Octave           | 2′ |
| 19.      | Sifflöte         | 1′ |
| 20.      | Mixtur 3fach     |    |
| 21.      | Vox humana       | 8′ |
|          | Schwebung        |    |

| Pedal |             |     |
| 22.   | Subbass     | 16′ |
| 23.   | Violon      | 16′ |
| 24.   | Octavenbass | 8′  |
| 25.   | Posaune     | 16′ |

- Koppel: I/P

Die neue Orgel des Jahres 2014 besitzt 26 Register und ihre Disposition lehnt sich stark an die von Steinmüller an. Einige Stimmen sind ausgetauscht worden.

## Kirchgemeinde und Pfarrer
Der erste in den Kirchenbüchern ausgewiesene evangelische Pfarrer war Stephan Bäuerlein. In der zweiten Hälfte des 16. Jahrhunderts war der Vater des späteren Thomaskantors Johann Hermann Schein Pfarrer in der St.-Nicolai-Gemeinde.
Hier ist eine chronologische Übersicht der Pfarrer der Gemeinde:
| Name, Vorname                  | Amtszeit               | Lebensdaten       | Bemerkungen |
| ------------------------------ | ---------------------- | ----------------- | --- |
| Bäuerlein, Stephan             | 1530–1534              | 1488–1565         | beginnende Reformation; bis dahin hatte die Kirche keinen eigenen Pfarrer, sondern die Gottesdienste wurden von den Klosterbrüdern zelebriert |
| Imgraben, Andreas              | 1534–1540              | ?–um 1555         | |
| Barthel, Valentin              | 1540/1541              | 1486–1541         | |
| Felder, Friedrich              | 1541–1544              | um 1500–1562      | |
| Winkler, Johannes              | 1542–1577              | nach 1500–um 1577 | |
| Günther, Sebastian             | 1577–1578              | 1544–1579         | |
| Schaller, Wolfgang             | 1579–1584              | 1536–1595         | |
| Schein, Hieronymus             | 1584–1594              | 1533–1594         | |
| Fischer, Bartholomäus          | 1594–1634              | 1569–1643         | |
| Frenzel, Wolfgang              | 1634–1643              | 1600–1643         | |
| Bergicht, Georg                | 1643–1686              | 1607–1687         | Nach dem Dreißigjährigen Krieg sorgte Georg Bergicht nach zwanzig Jahren Leerstand und Zerstörungen für den Wiederaufbau des Gotteshauses.    |
| Breitfeld, Christian           | 1686–1690              | 1651–1690         | |
| Zeis, Christian Valerius       | 1690/1691              | 1661–1726         | Substitut |
| Fugmann, Johann Caspar         | 1691–1696              | 1656–1697         | |
| Richter, Christian             | 1696–1705              | 1665–1705         | |
| Schneider, Georg Friedrich     | 1706–1712              | 1674–1755         | |
| Sieber, Johann Kaspar          | 1712–1727              | 1677–1746         | |
| Hering, Johann Gottfried       | 1727–1764              | 1689–1764         | |
| Anger, Johann Gottlieb         | 1764–1808              | 1735–1807         | |
| von Adercas, Abel Ernst Ludwig | 1808–1832              | 1764–1834         | |
| Neubert, Franz Eduard          | 1830–1832              | 1796–1866         | Substitut |
| Richter, Ernst Albert          | 1832–1845              | 1802–1852         | |
| Ullmann, Johann Gottlieb       | 1845–1868              | 1803–1880         | |
| Göcker, Friedrich Albert       | 1868–1885              | 1837–1885         | |
| Seidel, Ernst Albin            | 1885–1900              | 1853–1900         | |
| Klöckner, Fr. Albert Adolf     | 1900                   | 1868–1953         | Vikar, Substitut |
| Walther, Gustav                | 1901–1914              | 1869–1936         | |
| Gräf, Curt                     | 1915 (Januar bis März) | 1890–1956         | Pfarrvikar, Substitut |
| Friedrich, Moritz Josef Karl   | 1915–1927              | 1888–1965         | |
| Hering, Carl Friedrich         | 1927–1931              | 1897–1990         | Im Jahr 1931 ging Hering als Mitarbeiter eines Missionswerkes in die USA.                                                                     |
| Wolff, Hans Conrad Albert      | 1931–1949              | 1899–1992         | |
| von Lippe, Bernhard Gottfried  | 1950–1953              | 1888–1973         | |
| Hampel, Helmut                 | 1953–1961              | * 1929            | 1953 Vikar, 1954 ordiniert |
| Richter, Emil Gustav Johannes  | 1961–1970              | 1934–2004         | |
| Schramm, Gotthard              | 1970–1996              | 1934–2010         | |
| Tischendorf, Wolfgang          | 1997–2001              | * 1954            | |
| Georgi, Christoph              | 2003–2015              | 1951–2021         | Vakanzvertretung bis 6/2016: Pfarrer Friedemann Müller aus Beierfeld                                                                          |
| Sommer, Tobias                 | seit 7/2016            | * 1984            | |

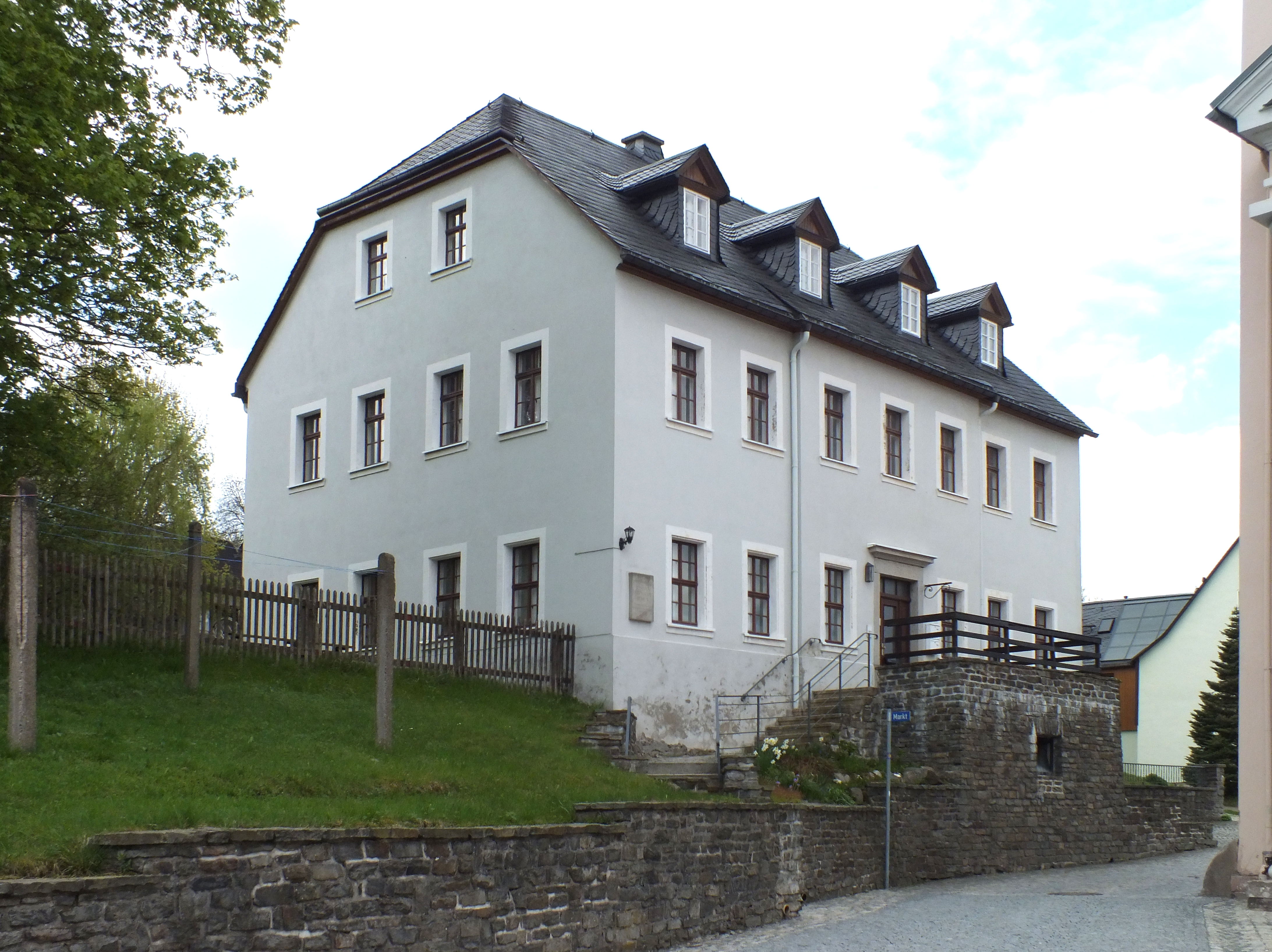
Pfarrhaus neben der Kirche

Die St.-Nicolai-Gemeinde unterhält seit 1984 eine Kirchenpartnerschaft mit einer niederländischen Kirchengemeinde in De Lier. Mit der St.-Nikolaus-Kirche in Ebermannstadt gibt es eine weitere Partnergemeinde.

## Varia
Am 6. September 2020 übertrug MDR Kultur, ein Hörfunkprogramm des Mitteldeutschen Rundfunks, den Konfirmations-Gottesdienst als Direktübertragung, was die Kirchgemeinde und das Kirchengebäude überregional bekannter machte.